# Кальфукура
Хуан Кальфукура или Кальвукура (? — 3 июня 1873) — крупный вождь и военачальник мапуче XIX века, чья военная и политическая деятельность велась в основном на территории современной Аргентины и на территориях, контролируемых коренными народами региона Пампасов и Восточной Патагонии.

## Биография

### Семейное происхождение и ранние годы
Согласно традиции, Кальфукура родился к западу от Анд в Льяйме, в Нгулу Мапу . Однако другая версия помещает его рождение между Питруфкеном и озером Колико, также на территории современной Чили. Возможно, между 1760 и 1780 годами, или даже в 1790 году. Следовательно, с точки зрения мапуче, он был бы молуче (нгулуче, «западный») от области расселения к востоку от Анд, возможно, уильиче или пэхуэнче с примесью крови уильичи, поскольку, когда они прибыли в пампасы, их как раз сопровождали всадники из этих этнических групп. Согласно таким авторам, как Родольфо Казамикела, Кальфукура происходил из племени пэхуэнче.
Он был сыном касика Уэнтекура, родившегося около 1730 года, одного из вождей, помогавших Хосе де Сан-Мартину в его переходе через Анды. Его братьями были Антонио Намункура, отец касика Мануэля Лефиньянку, и могущественный токи Сантьяго Реукекура или Ренкекура, лидера многочисленных племен пэхуэнче, которые могли привести в боевое состояние более 2500 человек.

## Военачальник мапуче
Около 1830 года Кальфукура пересек Анды и поселился на великой пампейской равнине, называемой Борога, которые, нарушив соглашения, заключенные с провинцией Буэнос-Айрес, получал постоянные претензии и угрозы от губернатора Хуана Мануэля де Росаса.
Местные касики, особенно Рондеао и Мелин и, возможно, другие, такие как Канукир, Каньюйан и другие, просили защиты Кальфукуры. Но когда он пересек Анды, они договорились о мире с Хуаном Мануэлем де Росасом и не позволили Кальфукуре совершить набег на провинцию, что вызвало гнев последнего, когда он увидел, что его предали. Это еще больше усугубилось, когда стало известно, что в Тандиле был казнен вождь Ториано, очень уважаемый Кальфукурой, который руководил местью Рондеао и Мелину и 9 сентября 1834 года устроил резню в Масалле, убив обоих касиков в собственных навесах, расположенных в одноименном районе.
Другая версия гласит, что Хуан Мануэль де Росас послал за Кальфукурой через вождя Коньюепана, чтобы устранить племена борога из пампы, которые нарушали договоры. Убив борогасских касиков, он уведомил других касиков региона, что по воле бога Генешена он утвердился в качестве верховного главы правительства Салинас-Грандес (или генерал-касика Пампы). Эта резня, которую он совершил вероломно, омрачила память Кальфукуры, но, обезглавив племя Борога, ему было легко получить командование.
Событие показывает, что среди народов, живших в Пампасах и Патагонии, не было единства, а было состояние вооруженного мира между племенами, которое нарушалось при малейшем признаке недоверия, вызывая постоянные войны между различными племенами. Месть, осуществленная Кальфукурой борогам, позволила Хуану Мануэлю де Росасу увеличить разрыв между коренными жителями разных племен, указав на Кальфукуру как на главного врага Борога и аргентинского правительства, побудив этот народ объединиться против Кальфукуры. Бороги отреагировали с помощью белых войск из Аргентинской защитной крепости и их местных вспомогательных войск во главе с Венансио Коньоепаном, вынуждая Кальфукуру бежать по дороге в Халилео.
Начиная с 1835 года, Кальфукура образовал конфедерацию, базирующуюся в Чиллуэ или Чилиуэ («Новое Чили» согласно Эстанислао Себальосу, перевод поставлен под сомнение Маграси) в Салинас-Грандес. В 1837 году он победил и убил тысячу воинов касика мапуче Борога Райлефа, пришедшего из Араукании, вместе с 500 его воинами в месте под названием Квентуко на реке Колорадо после того, как он совершил набег с 2000 туземцев на Буэнос-Айрес, Кордову и Санта-Фе, вернувшись в Арауканию со 100 000 голов крупного рогатого скота .
Кальфукура доминировал на обширной территории, которая включала большую часть провинции Буэнос-Айрес, Сан-Луис и юг Мендосы, а также нынешние провинции Неукен, Рио-Негро и Ла-Пампа, получившие прозвище Император пампасов. Из-за того, что он контролировал Салинас-Грандес-дель-Сур, он имел в своем владении как стратегический пункт «растрильядас», которые были торговыми путями мапуче в пампасах, так и владения соли, основного вещества в то время для консервации мяса.
Хорошие отношения Росаса с Кальфукурой начались только после 1841 года, когда касик убедился в невозможности навязать себя правительству Буэнос-Айреса. До этого времени Кальфукура был самым стойким врагом Росаса, как и касики ранкель Янкетрус и другие касики из племен пехуэнче и уильиче.
Затем Росас пожаловал Кальфукуре звание полковника в армии провинции Буэнос-Айрес и вступил с ним в союз, как он уже заключил со многими борога, северными техуэльче и южными техуэльче и уильиче, подписав пакт, по которому он должен был получить ежегодно 1500 кобыл, 500 коров, напитки, одежда, трава, сахар и табак. Эти блага касик перераспределял между своими союзниками, особенно среди своих сверстников, прибывших с запада горного хребта, которые прикрывали свои спины от возможного нападения соперников.
После заключения мира с Буэнос-Айресом, кроме того, в течение 1840-х годов Кальфукура получил контроль над регионом Пампас, в союзе с Ранкелесом из Пейне и с мансанеро из Валентина Сайуэке, которые заключили мир с Казимиро Бигуа, главным касиком из техуэльче, что также дало Кальфукуре господство над северной Патагонией. Кроме того, он установил союз с вентеками (прибывшими) арауканцами касика Килапана и через них с пехуэнче из Пуррана, которые контролировали Андские перевалы. Эти союзы позволили ему в течение многих лет и с большим успехом противостоять чилийской и аргентинской армиям и их местным соперникам, нагче или абахино из Колипи и Коньепана в Араукании, Катриэлю (который знал, как долгое время быть союзником Кальфукуры, поскольку в битве при Сьерра-Чике) и Коликео в пампасах.

### Падение Хуана Мануэля де Росаса
Кальфукура послал воинов присоединиться к рядам Хуана Мануэля де Росаса в битве при Касеросе 3 февраля 1852 года, кульминацией которой стало падение Росаса и возвышение победоносного губернатора Энтре-Риос Хусто Хосе де Уркиса. На следующий день он атаковал Баия-Бланку с 5 000 воинов и угнал 65 000 голов крупного рогатого скота. После падения Росаса он вел войну с правительством, установленным в Аргентине, хотя между его нападениями были длительные периоды мира.
После свержения Росаса достигнутое до сих пор умиротворение почти со всеми племенами различного происхождения, и особенно с Кальфукурой, было безвозвратно утрачено. Таким образом, умиротворение границ и мирный бизнес коренных жителей были полностью и окончательно разрушены. Тот мифический владыка пампасов, который заключил мир с «уинкас», затем вернулся к войне малонов.
Чтобы снискать расположение Уркисы, Кальфукура отправил в 1854 году в Парану — столицу Аргентинской конфедерации — своего сына Мануэля Намункуру, который обратился в католицизм. Стремясь к союзу с Уркисой, он опустошил город Азул с 5 000 воинами 13 февраля 1855 года, в результате чего погибло 300 человек, взяв 150 пленных и 60 000 голов крупного рогатого скота. Его преследовал Бартоломе Митре, над которым Кальфукура одержал победу в битве при Сьерра-Чике (недалеко от Олаваррии), с тех пор получивший прозвище Наполеон пустыни. В сентябре 1855 года он победил и убил командира Никанора Отаменди вместе со 125 его солдатами на ранчо Сан-Антонио-де-Ираола, а затем разграбил город Пунтас-де-Арройо-Тапалке. Затем Бартоломе Митре организовал Южную оперативную армию с 3000 солдат и 12 артиллерийскими орудиями под командованием генерала Мануэля Орноса.
29 октября 1855 года Кальфукура победил Мануэля Орноса в Сан-Хасинто, между горами Сан-Хасинто и ручьем Тапалке, убив 18 офицеров и 250 солдат. После этой победы силы Кальфукуры атаковали города Кабо-Корриентес, Азул, Тандиль, Крус-де-Герра, Хунин, Мелинкуэ, Олаваррия, Альвеар, Брагадо и Баия-Бланка. Эти набеги вызвали большой страх у всей границы и необходимость найти решение индейской проблемы.
Армия Кальфукуры в 1856 году оценивалась в 6000 воинов: 1500 ранкелесов, 2000 «пампасов», 1000 «чилийцев» (последователи его самого и касиков Каньюмиля, Квентриэля и других), 800 арауканцев (привезенных с другой стороны Анд) и 700 пэхуэнче. Это было явным доказательством контроля лонко над обширной и разнообразной территорией. Кальфукура так и не получил материальной поддержки своего главного союзника Валентина Сайуэке, который отказался участвовать в рейдах, проводимых другими касиками. В значительной степени это было связано с усилиями дипломатии Буэнос-Айреса помешать многочисленным полчищам мансанеро поддерживать пампасы в их военных усилиях.
Новый большой рейд был совершен в июне 1870 года. Кальфукура атаковал Трес-Арройос с участием от 3500 до 6000 копейщиков и разрушил его. Затем, в октябре, он сделал то же самое в Баия-Бланке, убив пятьдесят креолов, похитив множество пленников и захватив 80 000 голов крупного рогатого скота. Он запросил поддержки у техуэльче, чтобы также напасть на Кармен де Патагонес, но те, понимая, что его целью было заставить их потерять последний оставшийся торговый центр с «христианами», не только не поддержали его, но и дали ему понять, что они будут обороняться, поэтому город спасен от нападения.
В марте 1872 года, после нападения на толдерии касиков техуэнче Мануэля Гранде, Хервасио Чипитруса и Кальфукира полковником Франсиско де Элиасом, командующим южной границей, с которым он подписал мирное соглашение в 1870 году, он вошел в Вейнтичинко-де-Майо и занял всех коренных жителей, сдавшихся правительству, за что президент Аргентины Доминго Фаустино Сармьенто приказал атаковать его. Кальфукура официально объявил войну Сармьенто и разграбил города Вейнтичинко-де-Майо, Альвеар и Нуэв-де-Хулио с 8000 копий, в результате чего было убито 300 мирных жителей, захвачено 500 пленных и от 150 000 до 200 000 украденных голов крупного рогатого скота, но 11 марта 1872 года он потерпел поражение в битве при Сан-Карлос-де-Боливар, в нынешней Боливаровской партии Буэнос-Айреса, от генерала Ривасом и воинов вождя Катриэля.

### Смерть
Кальфукура скончался 3 июня 1873 года, ему наследовал его сын Мануэль Намункура, хотя внутри его племени вот-вот должна была разразиться гражданская война из-за наследования. Мануэлю пришлось столкнуться со своим старшим братом, считающимся законным наследником, Хосе Миллакекурой, и другим братом, Бернардо Намункурой, последнего поддерживали его родственники, касики Карупанкура, Меликура и Каруманкеукура, а также его старший брат Хосе Моралес Катрикура.
Мануэля поддерживал его младший брат Альваро Реумайкура, которого также звали Альбарито или Альварито Румай, который во время великого парламента, созванного, чтобы решить, кто будет новым вождем, оставался рядом с сотнями копий. По этой причине был организован триумвират, образованный Мануэлем, Бернардо и Альваро, хотя к 1875 году первый вытеснил двух других и стал единоличным лидером племени. Позже Катрикура подчинился своему брату, а Миллакекура погиб в бою в 1879 году.
В 1879 году, во время Завоевания пустыни, его могила была осквернена солдатами по приказу Николаса Левалле в отместку за погибших от рук касика. Есть много жизней сельских поселенцев, которые были убиты копейщиками из Кальфукуры во время их неоднократных нападений на население гаучо в аргентинской пампе, и многие из тех, кто пострадал от этих нападений, зачислены в армию в поисках возмездия. Позже его останки были перевезены в Музей естественных наук Ла-Платы в конце XIX века, где они находятся до сих пор. Есть несколько противоречивых просьб вернуть их потомкам.

## Легенды
Многочисленные легенды были сплетены вокруг фигуры Кальфукуры, даже когда он был жив. Говорили, например, что у него было два сердца или что к его услугам был witranallwe (призрачный всадник), который помогал ему в битвах. По словам его последователей, когда Кальфукура был ребенком, он получил из рук уэкуфу (злого духа) маленький синий камень cherüwfe (метеорит), что сделало его непобедимым.